# پوگروم یدوابنه
پوگروم یدوابنه به کشتار یهودیان لهستانی در ۱۰ ژوئیه ۱۹۴۱ در شهر یدوابنه، لهستان اشغالی، در جریان جنگ جهانی دوم و مراحل آغازین هولوکاست گفته می‌شود. در جریان این پوگروم، کمینه ۳۴۰ مرد، زن و کودک به قتل رسیدند، که حدود ۳۰۰ نفر از آن‌ها در انباری حبس شده و سپس به آتش کشیده شدند. حدود ۴۰ لهستانی غیر یهودی به عنوان عاملان این کشتار شناسایی شده‌اند، اگرچه پلیس نظامی آلمان در آن هنگام در شهر حضور داشت.
این کشتار در میان بسیاری دیگر کشتارها در منطقه پودلشه، پس از ورود نیروهای آلمانی اندکی پس از حمله آنها به اتحاد جماهیر شوروی، قرار می‌گیرد. یدوابنه خود تا آن هنگام در اشغالی ۲۰ ماهه توسط نیروهای شووری، پس از تقسیم لهستان به دست آلمان و شوروی، به سر می‌برد.
قاتلان در یدوابنه از کلیشه‌های منفی «کمونیسم یهود» علیه قربانیان خود استفاده کردند. پیش از حمله شوروی به شرق لهستان، یدابنه در منطقه ای هوادار حزب ملی لهستان قرار گرفته بود؛ بلوکی ضدیهودی و ضد دولت پیش از جنگ لهستان، که پیشتر جناح افراطی رادیکال این حزب را در سال ۱۹۳۴ غیرقانونی اعلام کرده بود.
آگاهی از این کشتار تنها پس از تلاش فیلمسازان، روزنامه نگاران و دانشگاهیان لهستانی، به ویژه با انتشار نسخه انگلیسی کتاب همسایه‌ها: نابودی جامعه یهودیان در یدابنه، لهستان از یان گروس در سال ۲۰۰۱، همگانی شد. توجه عمومی به این حادثه باعث تحقیقات رسمی در مورد کشتارها در سال‌های ۲۰۰۰ تا ۲۰۰۳ توسط مؤسسه یادبود ملی لهستان شد، که تأیید کرد عاملان اصلی کشتار، لهستانی‌های بومی بوده‌اند. این یافته‌ها باعث بهت شدیدی در میان مردم لهستان شدند، چرا که روایت‌های رایج مربوط به هولوکاست در لهستان را، که در آن‌ها عاملان آلمانی معرفی می‌شدند و نه لهستانی، به چالش می‌کشیدند. در مراسم یادبود سال ۲۰۰۱ در یدوابنه، رئیس‌جمهور الکساندر کواشنیوسکی به نمایندگی از کشور عذرخواهی کرد، عذرخواهی که توسط رئیس‌جمهور برونیسواو کوموروفسکی در سال ۲۰۱۱ نیز تکرار شد.

## پوگروم
توافق کلی وجود دارد که نیروهای پلیس آلمان در صبح ۱۰ ژوئیه ۱۹۴۱ یا روز پیش از آن در یدوابنه دیده شده و با اعضای شورای شهر دیدار کردند. در شهادت سموئل وازرشتاین در سال ۱۹۴۵ آمده‌است که هشت مرد گشتاپو در ۱۰ ژوئیه وارد شهر شدند و با مقامات شهر ملاقات کردند. به گفته شاهد دیگری، چهار یا پنج مرد گشتاپو وارد شدند و «در تالار شهر شروع به گفتگو [با اعضای شورا] کردند». پرساک می‌نویسد که «مرد گشتاپو» برای اشاره به هر آلمانی که اونیفورم سیاه داشت، استفاده می‌شد. به گفته شاهدان، آنها بر این باور بودند که جلسه برای بحث در مورد قتل یهودیان شهر برگزار شده‌است.
براساس گزارش IPN، در ۱۰ ژوئیه ۱۹۴۱ مردان لهستانی از روستاهای اطراف «به قصد شرکت در کشتار عمدی ساکنان یهودی این شهر»، به یدوابنه وارد شدند. گروس می‌نویسد که نقشی اساسی در این کشتار توسط چهار نفر انجام شد، از جمله یرژی لائودانسکی و کارول باردون، که اگرچه پیشتر با NKVD شوروی همکاری کرده بودند اما اکنون تلاش می‌کردند خود را به عنوان همدستانی جانفشان با آلمانی‌ها جا بزنند. وی همچنین می‌نویسد که هیچ «فعالیت سازمان یافته مداومی» بدون رضایت آلمانی‌ها در این شهر امکان‌پذیر نبود.
یهودیان شهر ناچار به بیرون آمدن از خانه‌های خود شده و به میدان بازار منتقل شدند و در آنجا به آنها دستور داده شد که علف‌های روییده میان سنگفرش‌های منطقه را بزدایند. در حین انجام این کار، آنها توسط ساکنان یدوابنه و مناطق مجاور مورد ضرب و شتم قرار گرفته و به زور ناچار به رقصیدن یا انجام تمرین‌های بدنی شدند. سموئل وازرشتاین، هجده ساله، یکی از ساکنان یهودی، در ۵ آوریل ۱۹۴۵ بیانیه ای را به ییدیش نزد مؤسسه تاریخی یهودیان در بیاویستوک (که هدف آن گردآوری شهادت بازماندگان هولوکاست بود) به شرح زیر خواند:
وحشیگری دیگر زمانی بود که قاتلان به هر یهودی دستور دادند گودالی حفر کند و همه یهودیان پیشتر کشته شده را در آن دفن کند، و سپس خود آن‌ها نیز کشته و به نوبه خود توسط دیگران دفن می‌شدند. تشریح تمام قساوت‌های این ولگردها غیرممکن است و یافتن همانندی برای چنین زجری در تاریخ ما دشوار است.

ریش یهودیان کهنسال سوزانده می‌شد، نوزادان تازه متولد شده در سینه‌های مادرانشان کشته می‌شدند، مردم به قصد کشتن مورد ضرب و شتم قرار می‌گرفتند و مجبور به آواز خواندن و رقصیدن می‌شدند. در پایان آنها به اقدام اصلی پرداختند - سوزاندن. کل شهر توسط محافظان محاصره شده بود تا کسی نتواند فرار کند. سپس به یهودیان دستور داده شد که در چهار ستون کنارهم، پشت به پشت، صف آرایی کنند، و خاخام نود ساله و shochet [قصاب کوشر] را جلوی آنها قرار دادند، به آنها یک پرچم قرمز دادند، و به همه دستور داده شد که آواز بخوانند و به داخل انبار رانده شدند. ولگردها در میانه راه آنها را به شکلی وحشیانه کتک می‌زدند. در نزدیکی دروازه، چند ولگرد ایستاده بودند و سازهای مختلفی را می‌نواختند تا فریاد قربانیان وحشت‌زده را خفه کنند. برخی تلاش کردند از خود دفاع کنند اما بی دفاع بودند. خون آلود و زخمی، آن‌ها را به درون انبار هل دادند. سپس بر روی انبار نفت سفید ریختند و به آتش کشیدند. سپس ولگردها به جستجوی دیگر یهودیان بیمار و کودکان باقیمانده در خانه‌ها پرداختند.
حدود ۴۰–۵۰ مرد یهودی ناچار شدند در حالی که آوازهای کمونیستی می‌خوانند، مجسمه ای از لنین را در یک میدان مجاور تخریب کنند و بخشی از مجسمه را با برانکارد چوبی به میدان بازار و سپس به یک انبار نزدیک منتقل کنند. ربی محلی، آویگدور بیاویستوکی، و قصاب کوشر، مندل نورنبرگ، این دسته را هدایت می‌کردند. طبق گفته یک شاهد عینی، گروه به انبار منتقل شد، و در آنجا آن‌ها را ناچار به کندن گودال و پرتاب مجسمه به درون آن کردند. آن‌ها سپس کشته شده و در همان گودال دفن شدند. محققان دولت لهستان این گور را در هنگام نبش قبری نسبی در سال ۲۰۰۱ پیدا کردند. در آن گور بقایای حدود ۴۰ مرد، چاقوی قصاب کوشر و سر مجسمه بتونی لنین قرار داشتند.
بیشتر یهودیان باقی مانده یدوابنه، حدود ۳۰۰ مرد، زن، کودک و نوزاد، در درون انبار حبس شدند. سپس انبار به آتش کشیده شد، و به احتمال زیاد از نفت سفید باقی‌مانده از ادوات نیروهای شوروی استفاده شد. این گروه در انبار نزدیک گروه نخست به خاک سپرده شدند. نبش قبر در سال ۲۰۰۱ یک گور دسته‌جمعی را در میان پایه‌های انبار پیدا کرد و گور دومی را نیز در نزدیکی همان پایه‌ها.
چندین شاهد گزارش داده‌اند که عکاسان آلمانی از این کشتار عکس گرفته‌اند. همچنین گمانه‌زنی‌هایی در مورد فیلمبرداری از این پوگرم وجود دارند.